# Claudia Michelsen
Claudia Michelsen (Dresda, 4 febbraio 1969) è un'attrice tedesca.

## Filmografia parziale

### Cinema
- Germania nove zero (Allemagne année 90 neuf zéro), regia di Jean-Luc Godard (1991)
- Ciao Bello, regia di Peter Patzak (1995)
- 3 Chinesen mit dem Kontrabass, regia di Klaus Krämer (2000)
- Falling Rocks, regia di Peter Keglevic (2000)
- Der Tunnel, regia di Roland Suso Richter (2001)
- I ragazzi del Reich (Napola - Elite für den Führer), regia di Dennis Gansel (2004)
- La tribù del pallone - Tutti per uno (Die Wilden Kerle 3), regia di Joachim Masannek (2006)
- Fay Grim, regia di Hal Hartley (2006)
- 42plus, regia di Sabine Derflinger (2007)
- La papessa (Die Päpstin), regia di Sönke Wortmann (2009)
- Das letzte Schweigen, regia di Baran bo Odar (2010)
- Honig im Kopf, regia di Til Schweiger e Lars Gmehling (2014)
- Vier gegen die Bank, regia di Wolfgang Petersen (2016)
- Dreigroschenfilm, regia di Joachim Lang (2018)
- Das Ende der Wahrheit, regia di Philipp Leinemann (2019)
- In einem Land, das es nicht mehr gibt, regia di Aelrun Goette (2022)

### Televisione
- Il caso Horn (Das Schicksal der Lilian H.) - film TV (1993)
- Peccato di una notte (Sünde einer Nacht) - film TV (1996)
- Todesspiel - film TV (1997)
- Todesengel - film TV (1999)
- Survivor - film TV (1999)
- Kanzleramt - serie TV, 12 episodi (2005)
- Blackout - Die Erinnerung ist tödlich - miniserie TV, 6 episodi (2006)
- Der geheimnisvolle Schatz von Troja - film TV (2007)
- Der Chinese - film TV (2011)
- Tatort - serie TV, 6 episodi (2001-2011)
- Der Turm - film TV (2012)
- Flemming - serie TV, 22 episodi (2009-2012)
- Un marito fedele (Männertreu) - film TV (2014)
- Aus der Haut - film TV (2015)
- Una strada verso il domani - Ku'damm 56 (Ku'damm 56) - miniserie TV, 3 episodi (2016)
- Berlin Station - serie TV, 7 episodi (2016)
- The Same Sky (Der gleiche Himmel) - serie TV, 3 episodi (2017)
- Una strada verso il domani 2 - Ku'damm 59 (Ku'damm 59) - miniserie TV, 3 episodi (2018)
- Alles Isy - film TV (2018)
- Beat - serie TV, 7 episodi (2018)
- Una strada verso il domani 3 - Ku'damm 63 (Ku'damm 63) - miniserie TV, 3 episodi (2021)
- Polizeiruf 110 - serie TV, 19 episodi (2013-2024)